# Аналамерана
Аналамерана (Analamerana) је специјални резерват на крајњем северу Мадагаскара. Критично угрожена врста лемура, Перијеова сифака, живи само овде, па јој резерват осигурава опстанак. Ретка врста птице у овој области је Ван Дамова ванга. Мадагаскарска и мандитра боа, такође живе овде. У резервату расту 3 врсте баобаба, међу којима је и Перијеов баобаб.

## Извор
- https://web.archive.org/web/20120612164717/http://www.parcs-madagascar.com/madagascar-national-parks_en.php?Navigation=25